# Weißes Alpenschaf
Das Weiße Alpenschaf (früher auch Weißes Schaf oder Weißes Edelschaf) ist eine hornlose vor allem in der Ost- und Zentralschweiz, im Tessin und dem Unterwallis anzutreffende Schafsrasse. In der Schweiz macht sie etwa die Hälfte der gehaltenen Schafe aus. Die Rasse ist sowohl für Intensivzucht wie für extensive Weidehaltung geeignet.
Die Schafsrasse ist in der Schweiz durch ein Einkreuzen importierter Merinolandschafe und Île-de-France-Schafe in hier heimische alte Landrassen (Weiße Gebirgsschafe) im 20. Jahrhundert gezüchtet worden, sie wird seit 1938 züchterisch geführt. Einkreuzen dieser Rassen in den Bestand zur Verbesserung der Nutzeigenschaften ist bis heute üblich und ist nach dem Rassenstandard erlaubt. Das Schaf wird heute, in geringerem Umfang, auch in Österreich und in Deutschland gehalten. Wesentliche Nutzung ist die Lammfleischerzeugung. Das Fleisch gilt gegenüber anderen Schweizer Schafrassen als qualitativ hochwertig
Weiße Alpenschafe erreichen eine Widerristhöhe von etwa 70 (Weibchen) bis 80 (Männchen) Zentimetern und ein Gewicht von bis zu 70 Kilogramm (Widder bis zu 100 Kilogramm). Die jährliche Wollmenge beträgt zwischen 3,5 und 4 Kilogramm rein weiße Wolle.
Das Mutterschaf lammt in der Regel dreimal in zwei Jahren ab und erzeugt reichlich Milch.